# Mien Ruys
Wilhelmina Jacoba (Mien) Ruys (Dedemsvaart, 12 april 1904 - aldaar, 9 januari 1999) was een Nederlands tuinarchitect, die internationale bekendheid genoot. Ze wordt gezien als pionier van de moderne tuinarchitectuur. Volgens haar biograaf, de tuinhistoricus Leo den Dulk, is haar grootste verdienste dat zij het tuinieren in Nederland heeft gedemocratiseerd.

## Leven en werkzaamheden
Mien Ruys had voorouders gemeen met de Rotterdamse reders- en cargadoorsfamilie Ruys. Ze was een dochter van Bonne Ruys (1865-1950), oprichter (in 1888) en directeur van de Koninklijke Kweekerij Moerheim N.V. te Dedemsvaart. Ze had twee broers en twee zussen, die op een na allemaal in het familiebedrijf werkzaam waren. De enige die een andere weg koos was haar zus Anna Charlotte Ruys (1898-1977), hoogleraar bacteriologie, epidemiologie en immuniteitsleer aan de Universiteit van Amsterdam.
Tijdens een verblijf in Engeland ontmoette ze de bekende landschapsarchitect Gertrude Jekyll. Na een studie in Berlijn ging ze aan de slag bij de ontwerpafdeling van de kwekerij van haar vader. In de moestuin en boomgaard van haar moeder legde ze proeftuinen aan om de ontwikkeling van planten in verschillende situaties te observeren. In de jaren dertig volgde ze architectuurcolleges aan de Technische Hogeschool Delft, waar ze architecten ontmoette met wie ze later zou samenwerken (o.a. Gerrit Rietveld, Ben Merkelbach en Cornelis van Eesteren). 
In 1943 verhuisde ze met de ontwerpafdeling van het familiebedrijf naar Amsterdam, waar ze beter aansluiting kon vinden bij architectenbureaus en andere opdrachtgevers. Ze beschikte toen al over veel contacten, met name in linkse kringen; al in de jaren dertig was ze secretaris van het Comité van Waakzaamheid tegen het fascisme en nationaalsocialisme. Op 10 mei 1940, de dag van de Duitse inval in Nederland, verbrandde zij het hele archief. In 1979 werd de afdeling tuinarchitectuur losgekoppeld van de kwekerij en gaat sindsdien verder als Buro Mien Ruys.
Mien Ruys werkte graag met rechte vormen: rechthoeken, vierkanten en heldere lijnen. Ze was in Nederland een van de eersten die zich als tuinarchitect serieus bezighield met kleinere stadstuinen. Een specialisme van haar was de inrichting van rijkbloeiende borders van vaste planten. In 1960 bedacht ze het concept van 'confectieborders', standaardborders die geschikt waren voor verschillende types tuinen (groot of klein; zon, schaduw of halfschaduw), verschillende grondsoorten en leverbaar in diverse kleurstellingen. Ook werd ze voortrekker van de toepassing van spoorbielzen in tuinen, wat vooral in de jaren zeventig populair was. Dit bezorgde haar de bijnaam 'Bielzen Mien'. Een ander vast element in haar werk was de door haar bedachte griontegel, later bekend als gewassen-grinttegel.
Een vooraanstaand project van Ruys was haar betrokkenheid als landschapsarchitect bij het ontwerp van het polderdorp Nagele in de Noordoostpolder. Nagele werd gebouwd tussen 1948 en 1954, toen de polder net was drooggelegd. Het dorp is volledig in de stijl van het modernisme ontworpen door De 8 en Opbouw, twee groepen architecten die zichzelf profileerden als voorstanders van het 'nieuwe bouwen'. Ruys ontwierp samen met Wim Boer diverse elementen in de open ruimte van Nagele, waaronder de bomenwal die het dorp omringt, het centrale park en een begraafplaats. Ruys introduceerde het aanplanten in strakke rijen om zichtlijnen in het dorp te creëren, die aansloten bij de heldere lijnen en rechte hoeken in de woningbouw, zoals de platte daken. Bij het ontwerp van het centrale park benadrukte Ruys dat het padenpatroon door het park gevormd moest worden door 'olifantenpaadjes', paadjes die spontaan gevormd zijn in het gebruik door voetgangers. Die paden zouden pas later verhard worden. Dat idee stond lijnrecht tegenover de planmatige top-down-aanpak van de modernisten.
Omstreeks 1952 – sommige bronnen spreken van een afstudeerproject uit 1934 – ontwierp ze in opdracht van de Koninklijke Nederlandse Stoomboot-Maatschappij (KNSM) een bedrijfsparkje op het KNSM-eiland in Amsterdam. In 1994 werd het onder haar leiding gerestaureerd. Na haar dood kreeg het de naam Mien Ruysplantsoen. In 1954 werd de achttiende-eeuwse tuin van het Baljuwhuis in Wassenaar, Plein 1, door haar hersteld en heringericht. In hetzelfde jaar richtte ze samen met haar man, de uitgever Theo Moussault, het kwartaalblad Onze Eigen Tuin op. In 1958-1959 ontwierp zij voor en met Gerrit Rietveld de tuinen rondom het door laatstgenoemde ontworpen fabrieksgebouw van Weverij de Ploeg in Bergeijk. Met dit 'Ploegpark', dat tot de dag van vandaag als "dorpstuin" in stand is gebleven, zette Mien Ruys de toon in de gemeente Bergeijk. Zij drukte haar stempel op het openbare groen in het Brabantse dorp, waar ze tuinontwerpen leverde voor enkele lokale scholen en verantwoordelijk was voor de inrichting van een plantsoen in het centrum. In de gemeente Laren ontwierp ze de tuin van het Rosa Spierhuis voor oudere kunstenaars, die echter sinds 2008 wordt bedreigd door sloopplannen van de gemeente.
Haar werk leeft voort in de Stichting Tuinen Mien Ruys, die in Dedemsvaart een dertigtal tuinen in de stijl van Mien Ruys onderhoudt, de Tuinen van Mien Ruys. Deze zijn van april tot en met oktober open voor bezoekers. Tien van de proeftuinen in Dedemsvaart zijn erkend als rijksmonument, waaronder de oude proeftuin uit 1927, de watertuin uit 1954, de confectieborders, de stadstuin en de verdiepte tuin, alle uit 1960.

## Monumentale tuinen – Geuzenhof en Muzenhof
Mien Ruys kreeg in 1934 van bouwondernemer Huibert van Saane de opdracht om de tuin van zijn moderne wooncomplex Geuzenhof in Amsterdam-West te ontwerpen. Haar ontwerp voor Geuzenhof 1 (8300 m2) werd in 1935 gerealiseerd, de tuin van Geuzenhof 2 (4700 m2) in 1940.
Geuzenhof was haar eerste gemeenschappelijke tuin voor een sociaal woningbouwproject en haar eerste project van deze omvang. 
De ontwerpen van de Geuzenhof-tuinen stemde Mien Ruys af op het sociale concept van bouwheer Huibert van Saane en de architectuur van Jacob Dunnebier en Johannes F. Berghoef. Het resultaat waren functionele tuinen met voorzieningen die voor elke bewoner iets te bieden hadden – speeltuinen, een vijver, een podium en een volière. Mien Ruys wilde bij het ontwerp van het groen zoveel mogelijk de indruk geven van buiten te zijn. Langs de gevels van de gebouwen liet ze hoge heesters planten en af en toe een boom om het zicht op de muren te ontnemen. Ze ontwierp wandelpaden, zonnige plaatsen om te zitten en schaduwrijke hoekjes voor warme zomerdagen. Strakke lijnen en geometrische vormen – driehoeken, rechthoeken en (halve) cirkels – bepaalden de compositie van de groene ruimten. 
Huibert van Saane schakelde Mien Ruys daarna nog enkele keren in voor zijn bouwprojecten: in 1939 voor de Muzenhof in Amsterdam-Zuid, waar ze opnieuw met de architecten Jacob Dunnebier en Johannes F. Berghoef samenwerkte, en in 1942 voor de Bergerhof in Alkmaar, waar ze samenwerkte met het architectenduo Johan W.H.C. Pot en Jacoba Froukje Keegstra.
De Muzenhof, een wooncomplex met grotere woningen en hogere huren dan de Geuzenhof, werd eind jaren 1930 ontwikkeld door Huibert van Saane en door het uitbreken van de Tweede Wereldoorlog in twee fases gebouwd. Het oostelijke deel verrees in 1940, gevolgd door Cliostraat 67-73 en Stadionweg 152-162 in 1955. De tuin, ontworpen en aangelegd door Mien Ruys in 1939/1940, werd ingericht als een kijk- en siertuin vanwege de smalle binnenhof en is niet toegankelijk voor bewoners. Dit ontwerp was een uitzondering in Mien Ruys’ carrière, aangezien zij gebruikstuinen prefereerde.
Omdat ze belangrijke mijlpalen vormen in het oeuvre van Mien Ruys, zijn de tuinen van de Geuzenhof (sinds 2014) en de Muzenhof (sinds 2007) aangewezen als gemeentemonumenten.

## Vernoemingen
Verschillende gemeenten hebben delen van de openbare ruimte vernoemd naar Mien Ruys. Amsterdam vernoemde in 2018 brug 1944 tot Mien Ruysbrug. In die stad bevindt zich ook het Mien Ruysplantsoen. In Dedemsvaart is een Mien Ruyslaan, in Haarlem en in Zoetermeer een Mien Ruyspad, in Oegstgeest een Mien Ruyspark, in Voorburg een Mien Ruysplein, in IJsselstein en in Waddinxveen een Mien Ruysstraat en in Assen een Mien Ruysweg. 
In Bergeijk is een Rietveld en Ruys fietsroute. In Assen is in het industrieterrein De Groene Dijk sinds 2015 de Mien Ruysweg.

## Publicaties
- 1939 Borders: hoe men ze maakt en onderhoudt
- 1941 Vijvers in de tuin
- 1948 Rotsplanten in de tuin
- 1950 Het vaste planten boek (met Th. Moussault)
- 1951 Die Stauden (Duitse vertaling van Het vaste planten boek)
- 1953 Bouwen en Wonen
- 1954 Våra vackra perenner (Zweedse vertaling van Het vaste planten boek)
- vanaf 1954 Onze Eigen Tuin (tijdschrift)
- 1956 Rozen voor iedereen
- 1959 Het gebruik en de verzorging van vaste planten
- 1960 Leven met groen in landschap, stad en tuin
- 1963 Rotsplanten in de tuin (serie Weten en kunnen)
- 1965 Zo beplanten we onze tuin
- 1972 Toepassing en verzorging van vaste planten
- 1973 Het Nieuwe Vaste Planten Boek
- 1977 Spelen met planten
- 1980 Spelen met planten
- 1981 Van vensterbank tot landschap
- 1987 Mijn tuinen
- 1987 Zo verzorgen wij onze tuin